# À propos de Nice, la suite (película)
À propos de Nice, la suite es un documental francés estrenado en 1995, codirigido por Abbas Kiarostami y Parviz Kimiavi, Catherine Breillat, Raymond Depardon, Pavel Lounguine, Claire Denis, Costa-Gavras y Raúl Ruiz.   
65 años después del documental de inspiración surrealista de Jean Vigo, À propos de Nice, de 1930, se realiza un homenaje al cineasta de L'Atalante y Zéro de conduite.
Son siete cortometrajes para evocar Niza.

## Sinopsis
La película se divide en varios segmentos: 
- Ubicaciones ( Abbas Kiarostami y Parviz Kimiavi )
- A la gente de Niza que piensa mal de esto ( Catherine Breillat )
- El baile de graduación ( Raymond Depardon )
- El Mar de Todas las Rusias ( Pavel Lounguine )
- Bonito, muy bonito ( Claire Denis )
- Los Kankobals ( Costa-Gavras )
- Paseo ( Raúl Ruiz )

## Ficha técnica
- Título : À propos de Nice, la suite
- Dirección y guion : Catherine Breillat, Costa-Gavras, Claire Denis, Raymond Depardon, Abbas Kiarostami, Pavel Lounguine y Raoul Ruiz
- Producción : François Margolin en Margo Film
- Fotografía : Jacques Bouquin, Nathalie Crédou, Laurent Dailland, Agnès Godard y Denis Yevstigneyev
- Duración : 100 minutos
- Género : documental
- Formato : color - Sonido : estéreo
- Fecha de estreno :  Francia : 1995

## Intérpretes
- Bernardo Benassayag
- Thierry Said Bouibil
- Jérôme Chabreyrie
- Gregoire Colin
- Laura del Sol
- Arielle Dombasle
- André Franques
- Marco Grillo
- Christine Heinrich-Burelt
- Parviz Kimiavi
- Simone Lecorre
- Nina Lissy
- Marie-Jeanne Meillan
- Sofía Michelin
- Príncipe Alexis Obolensky
- Andrés Pérez
- Alain Saint-Alix
- Jérôme Validire
- Luce Vigo
- François Voisin
- Yvette Wojtak-Boisson